# Вторжение пришельцев

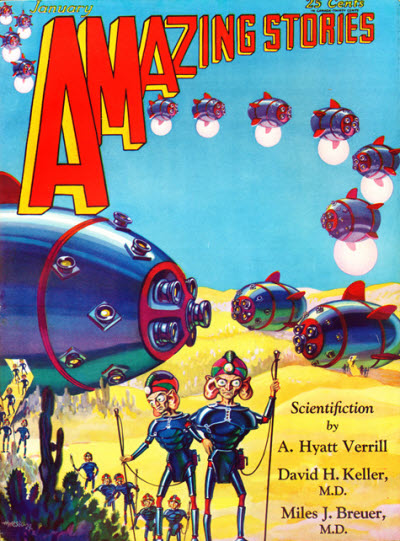
Обложка журнала «Amazing Stories», январь 1930 года

Вторже́ние прише́льцев — популярная тема научно-фантастических произведений, вторжение представителей внеземной цивилизации на Землю с намерениями подчинить, поработить или уничтожить человечество, колонизировать планету или присвоить её природные ресурсы.

## История
Предпосылкой к идее вторжения послужило «открытие» в 1877 году Джованни Скиапарелли  «марсианских каналов» и возникшие предположения о высокоразвитой инопланетной цивилизации, построившей эту сеть. Теория Фламмариона — Лоуэлла увлекла уже хорошо известного фантаста Герберта Уэллса, и он в 1896 году опубликовал статью «Марсианский разум». В ней он утверждал: «Если принять идею об эволюции живой протоплазмы на Марсе, легко предположить, что марсиане будут существенно отличаться от землян и своим внешним обликом, и функционально, и по внешнему поведению; причём отличие может простираться за границы всего, что только подсказывает наше воображение». Окончательным толчком к идее послужила прогулка с братом, Фрэнком Уэллсом, и вопрос последнего, навеянный действиями «цивилизаторов» из Европы по отношению к аборигенам Тасмании: что будет, если вдруг обитатели каких-то неведомых космических миров высадятся на Земле не с целью знакомства с людьми, но с целью захвата и покорения нашей планеты?
В 1897 году Герберт Уэллс выпустил романа «Война миров», в которой описывалось вторжение хорошо вооружённых марсиан в Англию.
Герберт Уэллс не был первым, кто писал о вторжении пришельцев. Тему инопланетного вторжения до него разрабатывали и другие авторы. Например, в 1887 году, за десять лет до Уэллса, рассказ об инопланетных захватчиках «Ксипехузы» опубликовал Жозеф-Анри Рони-старший. Но в «Войне миров» эта тема обрела совершенное воплощение. Уродливые марсиане на боевых треножниках, вооружённые тепловыми лучами, навсегда стали частью мировой культуры.
С точки зрения адептов теории криптократии вторжение пришельцев давно началось и в настоящий момент происходит его «тайная фаза», предшествующая полномасштабному вторжению «которое начнётся, когда инопланетяне соберут достаточно информации» (подготовят плацдарм и т. п.). Ярким примером подобного взгляда служит популярный телесериал «Секретные материалы».

## В произведениях культуры и искусства

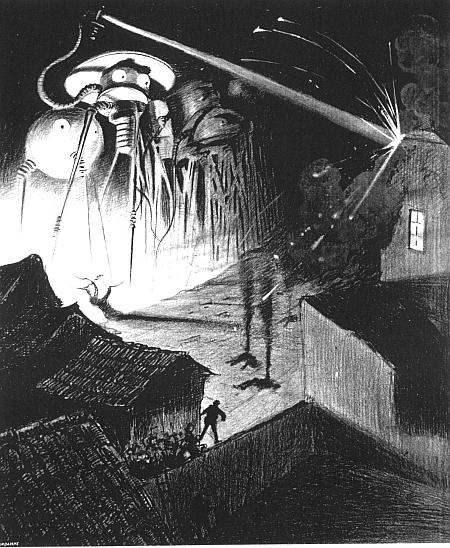
Иллюстрация к произведению Г. Уэллса «Война миров»

Литература
См. Категория:Книги о вторжении пришельцев
Кинематограф
См. Категория:Фильмы о вторжении пришельцев
Компьютерные игры
- Half-Life
- XCOM
- Crysis
- Saints Row IV
- Serious Sam
- Arma III: DLC Contact

## Критика жанра
Станислав Лем скептически отзывался о вторжениях в фантастике с логической точки зрения: в послесловии к «Пикнику на обочине» (1977) указал, что почти вся последующая фантастика упустила причину нападения у Уэллса (умирающего Марса, ставшего позже одним из главных паттернов) и принялась опошлять её «инсинуациями и параноидальным бредом» о вторжениях даже мощных внеземных цивилизаций, что эквивалентно мобилизации всей армии крупной державы ради «захвата продуктового магазина». В результате научная фантастика «заменила уэллсовский межпланетный дарвинизм на садизм, ставший постоянной составляющей космических отношений между цивилизациями», когда вся мотивация фактически сводится к наслаждению угнетением, таким образом гипертрофированно проецируя человеческую агрессию и страхи. Некоторые произведения вводили гуманистическое толкование вторжений и угроз — ради спасения человечества высшими цивилизациями от самоуничтожения, что было популярным во время Холодной войны.